# Carlos Sánchez Magro
Carlos Sánchez Magro va ser un astrofísic que va néixer a Valladolid, Castella, el 26 de juliol de 1944 i va morir a Tenerife al 1985. La seva àrea d'estudi va ser l'astronomia infraroja i la docència.
Al febrer de 2010 li van donar el seu nom a un carrer en la seva ciutat natal. Després de la seva mort es va donar el nom al telescopi Carlos Sánchez, instal·lat en l'observatori de Teide.

## Carrera
Carlos va estudiar a casa seva durant nou anys, educat per els seus pares, fins que ingressà al batxiller a l'Institut Zorrilla. Va fer-se amic d'un veí de la família, el qual es deia Jesús Brizuela. Ell va fer-li adquirir a Carlos la afició per la mecànica, reparant avaries, molt freqüents en aquell temps. Va desplaçar-se a Madrid per estudiar ciències físiques, que van causar que molts dies estudies per les nits, atès que tenia moltes aficions, però això no li causà ningun problema, ja que li agradava.
A Madrid va conèixer a Eduardo Battaner, un amic que estava també molt interessat per l'astronomia.
Quan es va llicenciar, va començar a treballar en el Departament d' Astronomia i Geodèsia de la Universitat Complutense de Madrid. Al 1968 va desplaçar-se a Tenerife, on va dedicar-se a realitzar triangulacions geodèsiques observant satèl·lits. Allà va ser quan va ajudar a Francisco Sánchez en el seu projecte d'organitzar l'institut d'astrofísica espanyol germen del futur IAC.
Durant l'estància a Canàries va començar a impartir classes a futurs enginyers i físics, d'enginyeria, òptica, física, electricitat, astronomia...
Mentre impartia classes, també va realitzar cursos de doctorat i començà a crear un instrument per a medir la luminescència atmosfèrica.